# Samuel Plouhinec
Samuel Plouhinec (Le Mans, 5 maart 1976) is een Frans voormalig wielrenner.

## Carrière
Plouhinec was beroepsrenner tussen 1997 en 2007 bij diverse Franse ploegen. Daarna was Plouhinec nog tot 2017 actief in het amateurcircuit.

## Belangrijkste overwinningen
2000
- 2e etappe Ronde van de Ain

2005
- 4e etappe Ronde van de Ain

## Grote rondes
| Jaar | Ronde van Italië | Ronde van Frankrijk | Ronde van Spanje |
| ---- | ---------------- | ------------------- | ---------------- |
| 2006 |                  | opgave              |                  |

| Jaar | Gent-Wevelgem | Parijs-Roubaix |
| ---- | ------------- | -------------- |
| 1998 | opgave        | opgave         |